# Hugo von Freytag-Loringhoven

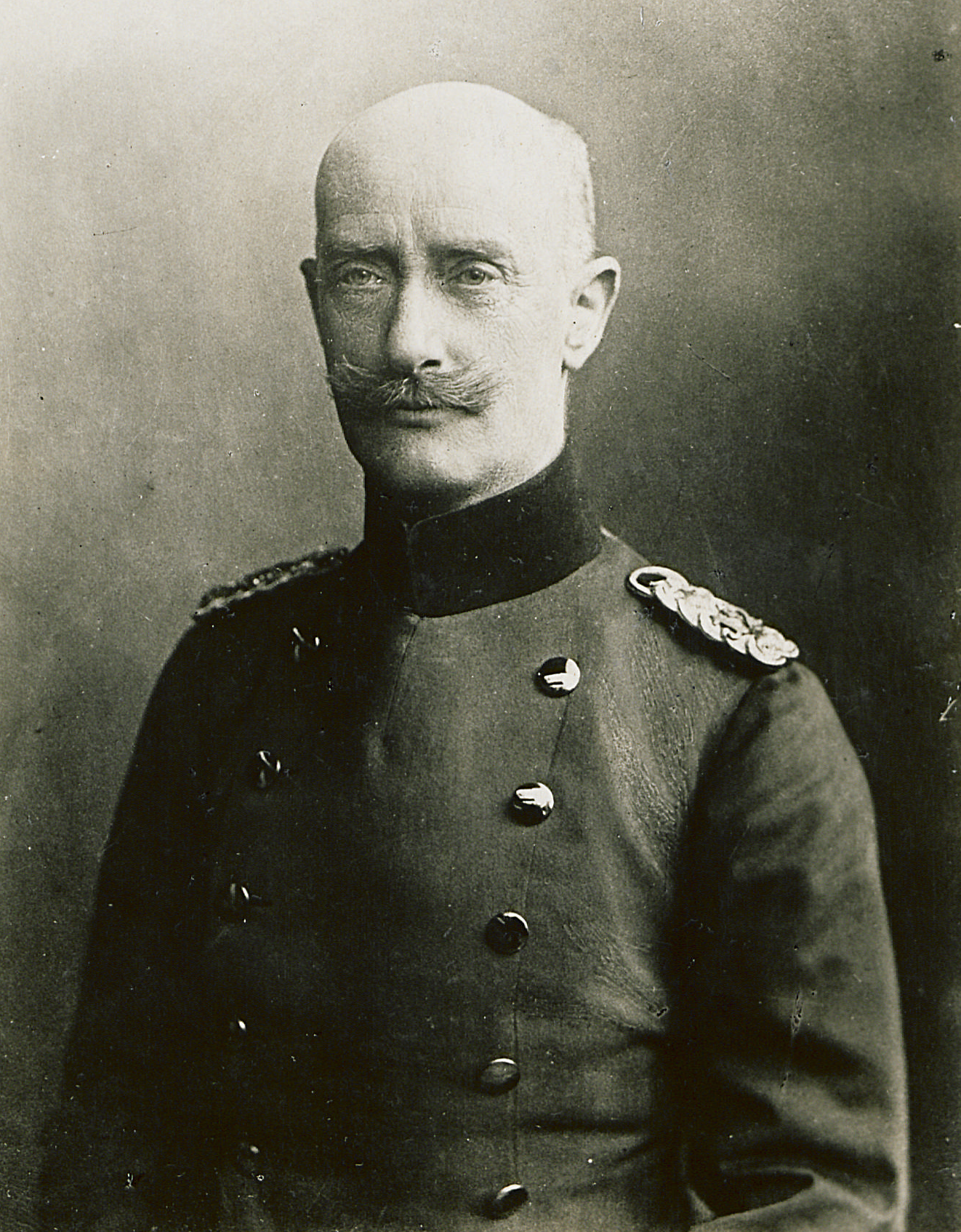
Hugo Friedrich von Freytag-Loringhoven

Hugo von Freytag-Loringhoven (* 20. Mai 1855 in Kopenhagen; † 19. Oktober 1924 in Weimar) war ein preußischer General der Infanterie und Militärschriftsteller.

## Leben
Hugo Friedrich Philipp Johann Freiherr von Freytag-Loringhoven entstammte dem baltischen Zweig Freytag von Loringhoven, einer der ältesten westfälischen Familien. Sein Vater war der aus Gut Owerlack (heute Patküla) bei Helme in Estland gebürtige Diplomat, Generalkonsul in Kopenhagen und Danzig, Carl Gottlob von Freytag-Loringhoven (1811–1882). Der Dramatiker und Weimarer Kammerherr Alexander Freytag von Loringhoven war sein in Rio de Janeiro geborener älterer Bruder.
Freytag-Loringhoven leistete zunächst, wegen seiner russischen Staatsbürgerschaft, seinen Wehrdienst in der zaristischen Armee. Nach einem Wechsel der Familie nach Preußen setzte er seinen Militärdienst im 2. Garde-Regiment zu Fuß der Preußische Armee fort. Dort avancierte er am 13. Dezember 1877 zum Sekondeleutnant. Ab Herbst 1886 absolvierte er die Kriegsakademie und wurde von dort in den Großen Generalstab versetzt. Eingesetzt wurde er beim Topografischen Dienst und später wegen seiner Sprachkenntnisse in der Russischen Abteilung. Zusätzlich unterrichtete er an der Kriegsakademie Militärgeschichte. Ab 1893 war er in der Kriegsgeschichtlichen Abteilung unter Oberst Jacob Meckel verwendet. Von dort trat er als Kompaniechef zum Grenadier-Regiment „König Friedrich III.“ (2. Schlesisches) Nr. 11 in Breslau. Am 14. Dezember 1897 kehrte er als Major in den Nebenetat des Großen Generalstab zurück. Zuerst der Kriegsgeschichtlichen Abteilung II zugeordnet, übernahm er ab 1901 die Leitung der Abteilung I (Kriegsgeschichtliche Abteilung I) zuständig für die "Neueren Kriege. In dieser Position unternahm er zahlreiche Reisen in die möglichen Aufmarschgebiete des Preußischen Heeres im Bereich der deutsch-französischen Grenzregion.
Im Verlauf seiner weiteren Militärkarriere kommandierte er vom 19. Dezember 1907 bis zum 26. Januar 1910 das Grenadier-Regiment „Prinz Carl von Preußen“ (2. Brandenburgisches) Nr. 12 in Frankfurt (Oder). Später war er als Generalleutnant vom 1. Dezember 1913 bis 1. August 1914 Kommandeur der 22. Division in Kassel. Zu Beginn des Ersten Weltkriegs wurde er zum Militärbevollmächtigten beim k. u. k. Armee-Oberkommando ernannt. Anfang 1915 wechselte er als Generalquartiermeister nach Berlin, kommandierte von April bis Dezember 1916 die 17. Reserve-Division, bevor er bis 1918 den Posten des stellvertretenden Chefs vom Generalstab bekleidete. In dieser Position wurde er Anfang 1919 aus dem Militärdienst verabschiedet.
Die Friedrich-Wilhelms-Universität zu Berlin verlieh von Freytag-Loringhoven am 22. Juli 1915 die Ehrendoktorwürde. Im Jahr darauf erhielt er den Orden Pour le mérite für Wissenschaften und Künste. Seit 1918 war er Mitglied der Akademie gemeinnütziger Wissenschaften zu Erfurt.
Er war Vater von Leopold von Freytag-Loringhoven, dem Ehemann der New Yorker „Dada-Baroness“, Elsa von Freytag-Loringhoven, und Bruder der Malerin Mathilde Freiin von Freytag-Loringhoven in Weimar.

## Schriften

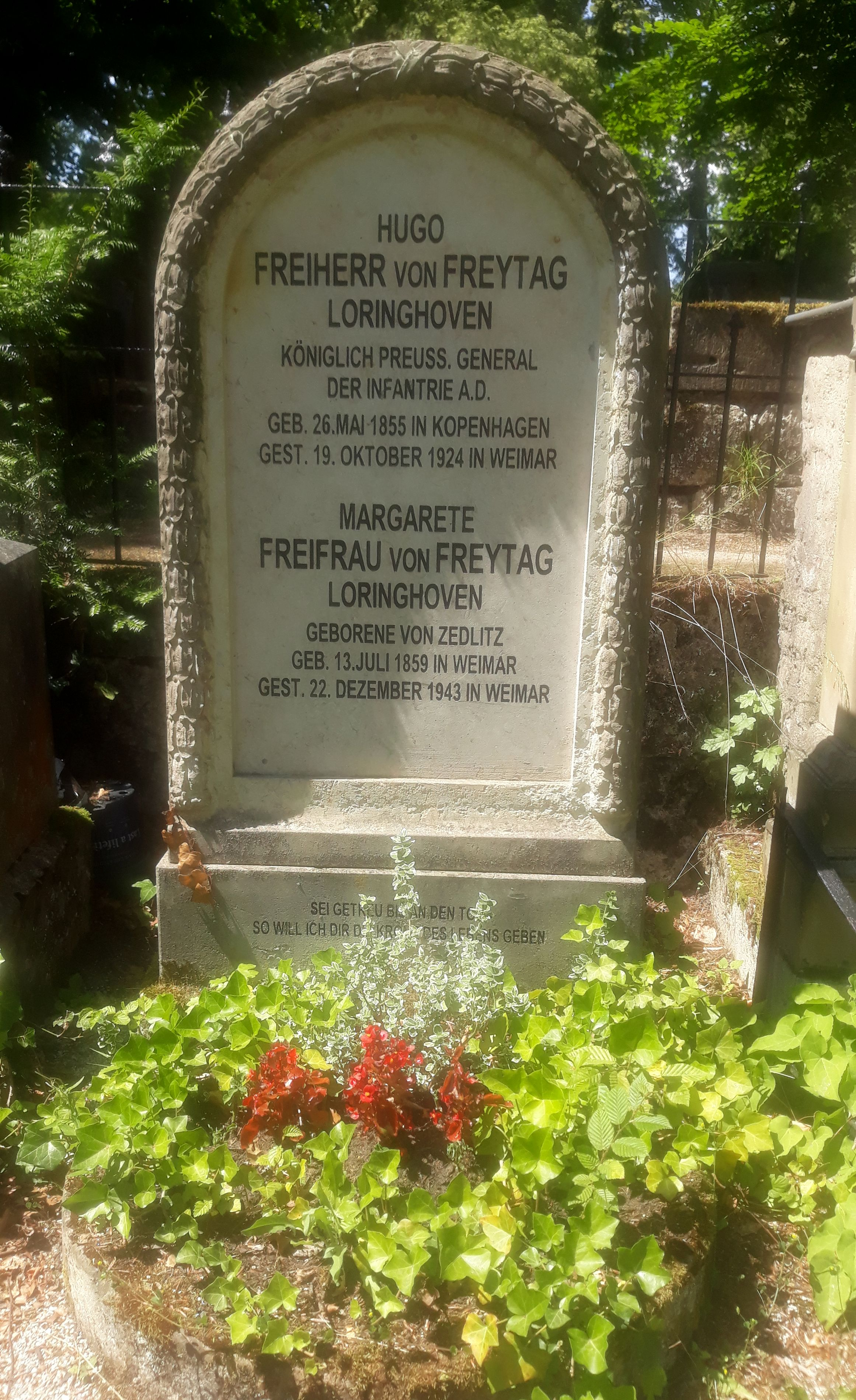
Grabstätte auf dem Historischen Friedhof Weimar

- Die Schlacht bei Torgau am 3. November 1760. In: Militär-Wochenblatt. Nr. 4, 1897. (Digitalisat: urn:nbn:de:kobv:517-vlib-12764)
- Die Heerführung Napoleons und Moltkes. Eine vergleichende Studie. Mittler & Sohn, Berlin 1897.
- Aufklärung und Armeeführung. Dargestellt an den Ereignissen bei der Schlesischen Armee im Herbst 1813. Eine Studie. Mittler & Sohn, Berlin 1900. (Digitalisat im Internet Archive)
- Studien über Kriegführung auf Grundlage des Nordamerikanischen Sezessionskrieges in Virginien.
  - Heft 1: Bull Run, Richmond, Manassas. Mittler & Sohn, Berlin 1901. (Digitalisat im Internet Archive)
  - Heft 2: Maryland, Fredericksburg, Chancellorsville, Gettysburg. Mittler & Sohn, Berlin 1901. (Digitalisat im Internet Archive)
  - Heft 3: Atlanta, Spottsylvania, Petersburg, Savannah, Das Ende. Mittler & Sohn, Berlin 1903. (Digitalisat im Internet Archive)
- Der Infanterie-Angriff in den neuesten Kriegen. Ein Beitrag zur Klärung der Angriffsfrage. Mittler & Sohn, Berlin 1905. (Digitalisat im Internet Archive)
- Die Macht der Persönlichkeit im Kriege. Studien nach Clausewitz. Mittler & Sohn, Berlin 1905. (Digitalisat im Internet Archive)
- Das Exerzier-Reglement für die Infanterie vom 29. Mai 1906. Kriegsgeschichtlich erläutert. Mittler & Sohn, Berlin 1907. (Digitalisat im Internet Archive)
- Die Heerführung Napoleons in ihrer Bedeutung für unsere Zeit. Mittler & Sohn, Berlin 1910.
- Krieg und Politik in der Neuzeit. Studien. Mittler & Sohn, Berlin 1911. (Digitalisat im Internet Archive)
- Das russische Oberkommando in der europäischen Türkei im Kriege 1877–1878. Mittler & Sohn, Berlin 1912.
- Gebirgskämpfe. Mittler & Sohn, Berlin 1912.
- Betrachtungen über den russisch-japanischen Krieg.
  - Band 1 Erster Band. Mittler & Sohn, Berlin 1913.
  - Band 2 Zweiter Band. Mittler & Sohn, Berlin 1913.
- Die Führung in den neuesten Kriegen. Operatives und Taktisches. Mittler & Sohn, Berlin 1913.
- Die Grundbedingungen kriegerischen Erfolges. Beiträge zur Psychologie des Krieges im 19. und 20. Jahrhundert. Mittler & Sohn, Berlin 1914.
- Was unsere Vorväter erduldet haben. Deutsche Verlags-Anstalt, Stuttgart/Berlin 1917.
- Folgerungen aus dem Weltkriege. Mittler & Sohn, Berlin 1917. (Digitalisat im Internet Archive); 14. Auflage, Mittler & Sohn, Stuttgart/Berlin 1917.
- Politik und Kriegführung. Mittler & Sohn, Berlin 1918.
- Geschultes Volksheer oder Miliz? Kriegslehren aus Vergangenheit und Gegenwart. 2. Auflage, Mittler & Sohn, Berlin 1918. (Digitalisat der englischen Ausgabe im Internet Archive)
- Was danken wir unserem Offizierkorps? 2 Jahrhunderte seiner Geschichte. Mittler & Sohn, Berlin 1919.
- Die Pflege geschichtlicher Erinnerungen. H. Beyer & Söhne, Langensalza 1920.
- Heerführung im Weltkriege.
  - Band 1 Erster Band.  Mittler & Sohn, Berlin o. J. [1920]. (Digitalisat im Internet Archive)
  - Band 2 Zweiter Band. Mittler & Sohn, Berlin 1921.
- Generalfeldmarschall Graf von Schlieffen. Sein Leben und die Verwertung seines geistigen Erbes im Weltkriege. Schraepler, Leipzig 1920. (Digitalisat im Internet Archive)
- Angewandte Geschichte. Ein Versuch. Vereinigung wissenschaftlicher Verlage, Berlin/Leipzig 1920.
- Antrieb und Wesensart der französischen Festlandspolitik von Richelieu bis heute. H. Beyer & Söhne, Langensalza 1921.
- Die staatlichen Grenzen in Europa. Geschichtlich und militärisch betrachtet. Deutsche Verlagsgesellschaft für Politik und Geschichte, Berlin 1921.
- Zur Erkenntnis deutschen Wesens. H. Beyer & Söhne, Langensalza 1921.
- Feldherrengröße. Vom Denken und Handeln hervorragender Heerführer. Mittler & Sohn. Berlin 1922.
- Die Psyche der Heere. Mittler & Sohn, Berlin 1923.
- Menschen und Dinge, wie ich sie in meinem Leben sah. Mittler & Sohn, Berlin 1923.
- Die Verwertung kriegsgeschichtlicher Erfahrungen. (= Militär-Wochenblatt. Beiheft, 1925). Mittler & Sohn, Berlin 1925.